# I’ll Never Say Goodbye
I’ll Never Say Goodbye ist ein Lied von Alan Bergman (Text), Marilyn Bergman (Text) und David Shire (Musik) und ein Filmsong aus dem Film The Promise. Das von Melissa Manchester gesungene Lied war 1980 in der Sparte Filmsong für den Oscar nominiert.

## Veröffentlichungen
I’ll Never Say Goodbye ist das Endstück des offiziellen Soundtracks von The Promise.
Das Lied wurde auch von anderen Künstlern übernommen.
Debby Boone nahm das Lied auf ihr 1979-Album Debby Boone auf. Bei dem letzten Live-Mitschnitt vor ihrem Tod (Live at Tavern on the Green) spielte Nancy LaMott 1995 unter anderem auch I’ll Never Say Goodbye.
Barbra Streisand, die viel und langjährig mit Alan und Marilyn Bergman zusammenarbeitete, nahm 2011 I'll never Say Goodbye in ihr Album What Matters Most auf. Das Album umfasste zehn Lieder mit Texten ihrer Freunde den Bergmans.

## Nominierung
Bei der Oscarverleihung 1980 im Dorothy Chandler Pavilion schrieb Melissa Manchester Oscargeschichte. Es war das erste Mal, dass mit I’ll Never Say Good Bye und Through the Eyes of Love aus Eisfieber zwei Filmsongs mit demselben Interpreten nominiert waren. So trug Manchester als erste Sängerin zweimal bei derselben Oscarverleihung vor. Mit It Goes Like It Goes von David Shire und Norman Gimbel aus Norma Rae – Eine Frau steht ihren Mann wurde ein drittes Lied ausgezeichnet.